# WXV 2 2024
WXV 2 2024 fu la seconda divisione del WXV 2024, 2ª edizione del torneo annuale di World Rugby per squadre nazionali femminili di rugby a 15.
Si tenne dal 27 settembre 2024 al 12 ottobre 2024  in Sudafrica tra 6 squadre nazionali qualificate alla competizione tramite vari tornei continentali nel corso di quello stesso anno.
La vincitrice del torneo fu l'Australia davanti a Scozia e Italia.
Le citate nazionali, insieme al Galles, guadagnarono anche l'accesso alla Coppa del Mondo di rugby femminile 2025 in Inghilterra.
Il valore delle marcature, come stabilito da World Rugby nel 2017, è: 5 punti per ciascuna meta (7 se trasformata), 7 punti per la meta tecnica, 3 punti per la realizzazione di ciascun calcio piazzato, idem per il drop.

## Formato
Al torneo presero parte sei squadre qualificatesi tramite i trofei continentali tenutisi in quello stesso anno: dall'Europa si qualificarono Scozia, Italia (dal Sei Nazioni e Galles (dallo spareggio tra l'ultima del Sei Nazioni e la squadra campione d'Europa); dall'Africa e dall'Asia vennero le squadre campioni continentali Sudafrica e Giappone, mentre invece dal Pacific Four giunse l'ultima classificata, l'Australia.
Le sei squadre furono ripartite in due gironi da tre ciascuna; ogni squadra di un girone giocò contro tutte quelle dell'altro, per un totale di tre incontri per squadra e nove totali; la classifica si compose secondo le regole del punteggio dell'Emisfero Sud (4 punti a vittoria, 2 a pareggio, nessuno alla sconfitta, 1 punto di bonus per la squadra che segni 4 mete e 1 punto in caso di sconfitta con meno di 8 punti di scarto), e la squadra prima classificata fu vincitrice del WXV 2; per i primi due anni furono bloccate le promozioni in WXV 1, mentre invece l'ultima classificata retrocedette in WXV 2 e fu rimpiazzata, per l'edizione successiva, dalla vincitrice del WXV 3.
Il torneo servì anche come qualificazione alla Coppa del Mondo di rugby femminile 2025: le migliori squadre in classifica tra quelle già non qualificate alla competizione mondiale vi raggiunsero l'accesso.

## Squadre partecipanti
| Girone 1  | Girone 2 |
| --------- | -------- |
| Australia | Galles   |
| Italia    | Giappone |
| Sudafrica | Scozia   |

## Risultati

### 1ª giornata
| Arbitro: | Maria Latos |

|                                                     |    |                                         |
| Hele 13’ Qawe 25’ Charlie 37’ Malinga 45’ Ubisi 58’ | mt | 10’ Taniguchi 20’ Otsuka 49’, 53’ Saito |
| Cilliers 37’, 45’, 58’                              | tr | 10’ Otsuka 53’ Matsumura                |

| Arbitro: | Clara Munarini |

|                                                               |      |                 |
| Morgan 21’ Karpani 40’ Stewart 63’, 74’ Moleka 65’ Cramer 68’ | mt   | 31’ C. Phillips |
| Cramer 63’, 74’                                               | tr   |                 |
| Moleka 56’                                                    | c.p. |                 |

| Arbitro: | Amelia Luciano |

|  |    |                                    |
|  | mt | 27’ Rollie 40+1’ Skeldon 76’ Grant |
|  | tr | 27’, 40+1’ Nelson                  |

### 2ª giornata
| Arbitro: | Ella Goldsmith |

|           |      |              |
| Bluck 35’ | mt   | 11’ Giordano |
|           | c.p. | 49’ Rigoni   |

| Arbitro: | Zoë Naudé |

|                         |      |                                   |
| Saito 29’ I. Nagata 67’ | mt   | 3’ McGhie 40+1’ Stewart 63’ Lloyd |
|                         | tr   | 3’ Nelson 63’ Smith               |
| Otsuka 58’              | c.p. |                                   |

| Arbitro: | Precious Pazani |

|                                               |    |                                                          |
| Tose 10’ Mcatshulwa 31’ Mpupha 74’ Gunter 79’ | mt | 4’ Palu 8’ Friedrichs 13’ Karpani 50’ Miller 56’ Stewart |
| N. Roos 31’, 74’, 79’                         | tr | 4’, 9’, 13’, 56’ Moleka                                  |

### 3ª giornata
| Arbitro: | Ella Goldsmith |

|                                  |    |                          |
| Metcalfe 10’ Bevan 14’ Joyce 43’ | mt | 62’ Matsumura 77’ Otsuka |
| Bevan 14’, 43’                   | tr |                          |

| Arbitro: | Precious Pazani |

|                                 |      |                             |
| Latsha 11’ Hele 48’ Malinga 52’ | mt   | 15’, 40’ Turani 37’ Sillari |
| N. Roos 11’, 52’                | tr   | 40’ Sillari                 |
|                                 | c.p. | 63’, 72’ Rigoni             |

| Arbitro: | Clara Munarini |

|                                                  |      |                                              |
| Miller 12’ Stewart 18’ C. Smith 22’ Marsters 80’ | mt   | 29’ Young 29’ Bartlett 34’ Rollie 69’ McGhie |
| Moleka 12’, 18’, 22’, 80’                        | tr   | 69’ Nelson                                   |
| Moleka 74’                                       | c.p. |                                              |

## Classifica
| Pos | Squadra   | G | V | N | P | PF  | PS | DP  | BMP | Pt |
| --- | --------- | - | - | - | - | --- | -- | --- | --- | -- |
| 1   | Australia | 3 | 3 | 0 | 0 | 101 | 53 | +48 | 3   | 15 |
| 2   | Scozia    | 3 | 2 | 0 | 1 | 60  | 44 | +16 | 1   | 9  |
| 3   | Italia    | 3 | 2 | 0 | 1 | 31  | 43 | −12 | 0   | 8  |
| 4   | Sudafrica | 3 | 1 | 0 | 2 | 76  | 80 | −4  | 4   | 8  |
| 5   | Galles    | 3 | 1 | 0 | 2 | 29  | 55 | −26 | 1   | 5  |
| 6   | Giappone  | 3 | 0 | 0 | 3 | 47  | 69 | −22 | 3   | 3  |